# Saint Augustine Beach
Pour les articles homonymes, voir Augustine.
Saint Augustine Beach est une ville américaine (city) de l’État de Floride, située dans le comté de Saint Johns.

## Géographie
La ville est établie dans le nord-est de la Floride sur un territoire de 5,61 km2 formant une étroite bande du nord au sud, bordée par l'océan Atlantique à l'est. Elle est limitrophe de la ville de Saint Augustine au nord et de la localité de Butler Beach au sud.

## Politique et administration
La ville est administrée selon le système de gouvernement à gérance municipale par une commission de cinq membres élus pour quatre ans, qui désignent parmi eux le maire et le vice-maire. La maire de la ville est Undine George.

## Démographie[1]
| 1960 | 1970 | 1980  | 1990  | 2000  | 2010  |
| ---- | ---- | ----- | ----- | ----- | ----- |
| 396  | 632  | 1 289 | 3 657 | 4 683 | 6 176 |